# Five Easy Pieces (film)
Five Easy Pieces is een Amerikaanse dramafilm / roadmovie uit 1970 onder regie van Bob Rafelson. De film werd genomineerd voor meerdere Oscars, waaronder Beste film, Beste scenario, Beste acteur (Jack Nicholson) en Beste actrice (Karen Black). De film werd in 2000 opgenomen in het National Film Registry.

## Verhaal
Bobby Dupea werkt  als arbeider in de oliewinning. Hij woont samen met Rayette Dipesto. Bobby is ooit geboren in een familie waarin men zich toelegt op klassieke muziek. Bobby was zelf een talentvol pianist, maar een gebrek aan ambitie en doorzettingsvermogen brachten hem in de situatie waar de verhaallijn begint.
Bobby’s dagen bestaan uit files, werk  op een boorinstallatie, avonden met Bobby’s en Rayette’s vrienden Elton en Stoney. Bobby is duidelijk niet  tevreden met zijn bestaan en neemt ontslag. Daarop bezoekt hij in een opnamestudio zijn zuster Partita Dupea, die concertpianiste is. Zij vertelt hem dat hun vader stervende is na twee hersenbloedingen. Zij vraagt hem naar het ouderlijk huis in Washington te komen.
Bobby wil wel gaan, maar hij voelt zich ongemakkelijk ten opzichte van Rayette. Hij weet niet of hij haar mee zal nemen. Uiteindelijk neemt hij haar mee. Tijdens hun reis naar het noorden doet zich een beroemde scène voor. Bobby en Ray hebben twee zeurende liftsters meegenomen en willen iets gaan eten in een wegrestaurant. De strikte instructies van een serveerster aldaar bij de bestelling van twee geroosterde boterhammen door Bobby staan garant voor een van de beste scènes uit de filmcarrière van Jack Nicholson.
Vóór de aankomst in Bobby’s ouderlijk huis in Washington laat hij Ray achter in een motel. Hij schaamt zich voor haar. Het is echter in deze film steeds opnieuw ontroerend te zien hoe Ray toch gelooft in Bobby, ook al is ze teleurgesteld.
In zijn ouderlijk huis wordt Bobby geconfronteerd met zijn afkomst en met zijn verleden. Hij heeft een aantal confronterende scènes met de bewoners en met de  gasten in zijn ouderlijk huis. Bobby onderneemt ook een avance in de richting van Catherine Van Oost, die verloofd is met zijn broer Carl Fidelio. Bobby en Catherine hebben seks, maar Catherine wijst Bobby op zijn tekortkomingen en  laat hem weten dat ze nooit een relatie kunnen hebben omdat hij niet in zichzelf gelooft. Hij heeft nog een emotionerend samenzijn met zijn demente vader, maar uiteindelijk verlaat Bobby het ouderlijk huis samen met Rayette die ten slotte zelf in het huis verschenen was.
De fim komt tot een onnavolgbare climax. Bobby heeft niets geleerd van dit bezoek aan zijn familie en doet opnieuw wat hij het beste kan: vluchten. Bobby en Rayette houden op de terugweg halt bij een benzinepomp. Bobby gaat naar de wc en Rayette gaat iets kopen in de winkel. Een vrachtwagen met hout houdt er ook halt. Bobby staat in de wc lange tijd in de spiegel te kijken. Dan loopt hij naar buiten en komt in gesprek met de chauffeur van de vrachtwagen. Bobby organiseert een lift naar het noorden  en gaat in de cabine zitten. De chauffeur vraagt of hij geen jas nodig heeft, Bobby zegt nee. De vrachtwagen draait langzaam de weg op en verdwijnt in de verte. Deze slotscène toont Rayette, die op zoek is naar Bobby.

## Rolverdeling
| Acteur             | Personage           |
| ------------------ | ------------------- |
| Jack Nicholson     | Robert Eroica Dupea |
| Karen Black        | Rayette Dipesto     |
| Billy Green Bush   | Elton               |
| Fannie Flagg       | Stoney              |
| Sally Struthers    | Betty               |
| Marlena MacGuire   | Twinky              |
| Richard Stahl      | Geluidstechnicus    |
| Lois Smith         | Partita Dupea       |
| Helena Kallianotes | Palm Apodaca        |
| Toni Basil         | Terry Grouse        |
| Lorna Thayer       | Serveerster         |
| Susan Anspach      | Catherine Van Oost  |
| Ralph Waite        | Carl Fidelio Dupea  |
| William Challee    | Nicholas Dupea      |
| John P. Ryan       | Spicer              |